# Pilea domingensis
Pilea domingensis är en nässelväxtart som beskrevs av Ignatz Urban. Pilea domingensis ingår i släktet pileor, och familjen nässelväxter. Inga underarter finns listade i Catalogue of Life.